# Nuevo rico, nuevo pobre
Nuevo rico, nuevo pobre (no Brasil Novo rico, novo pobre) é uma telenovela colombiana produzida e exibida pela Caracol Televisión entre 16 de agosto de 2007 e 11 de julho de 2008 em 192 capítulos.
Foi protagonizada por John Alex Touro, Martín Karpan e Carolina Acevedo.
Conta com as participações antagônicas de Andrea Nocetti e Andrés Touro, com atuações estrelares de María Cecilia Botero, Hugo Gómez e Herbert King, e conta também com as atuações especiais de Diana Neira, Rosemary Bohórquez, Saín Castro, Jimmy Vásquez e Isabel Cristina Estrada.
A Caracol Internacional vendeu a telenovela para a Telemundo, FOX, etc.
Foi disponibilizada para o mundo inteiro em streaming através da Netiflix em 158 capítulos (dois a mais que a versão internacional), contém a classificação indicativa de "não recomendada para menores de 14 anos".

## Sinopse
Eles foram trocados na maternidade há mais de 30 anos. Agora, o rico Andrés (Martín Karpan) e o pobre trabalhador Brayan (John Alex Toro) tentam se adaptar aos pais e às vidas que deveriam ter tido.

## Elenco
| Ator/Atriz                    | Personagem                                                                          |
| ----------------------------- | ----------------------------------------------------------------------------------- |
| John Alex Toro                | Bryan Leónidas Galindo Romero / Bryan Leónidas Ferreira Mancera / Bernardo Ferreira |
| Martín Karpan                 | Andrés Ferreira Mancera / Andrés Galindo Romero                                     |
| Carolina Acevedo              | Rosmery Peláez Ortiz / de Galindo                                                   |
| María Cecilia Botero          | Antonia Mancera de Ferreira / de Galindo                                            |
| Hugo Gómez                    | Leónidas Galindo                                                                    |
| Andrés Bermúdez               | Leónidas Galindo (Joven)                                                            |
| Andrés Toro                   | Mateo López Ferreira                                                                |
| Andrea Nocetti                | Fernanda Sanmiguel                                                                  |
| Diana Neira                   | Ingrid Peláez Ortiz / De Ferreira                                                   |
| Isabel Cristina Estrada       | Lizeth Tatiana Rubio / de Peláez                                                    |
| Mauricio Vélez                | Fidel Ernesto Peláez Ortiz "El Gordo"                                               |
| Jimmy Vázquez                 | Miller Anselmo Afanador Carranza                                                    |
| Saín Castro                   | Anselmo Afanador                                                                    |
| Rosemary Bohórquez            | Maritza Juliana Buenahora                                                           |
| Herbert King                  | Hugo Castro                                                                         |
| Jhon Mario Rivera             | Julio Ernesto Landázuri Flores                                                      |
| Liliana Escobar               | Esperanza Romero de Galindo                                                         |
| Daniel Arenas                 | Erwin Alfonso Hoyos                                                                 |
| Carolina Guerra               | Britney Liliana Coy                                                                 |
| Caterin Escobar               | Nury                                                                                |
| Norma Nivia                   | Paulina Carrillo                                                                    |
| Jaime Varela                  | Orlando                                                                             |
| Santiago Bejarano             | Carlos Quintero Carrillo                                                            |
| Jorge Sánchez                 | Héctor Cifuentes                                                                    |
| Diana Mendoza                 | Diana de Guzmán                                                                     |
| John Montoya                  | Harold                                                                              |
| Gabriel Ochoa                 | Camilo Guzmán                                                                       |
| Lorena de McAllister          | Flores                                                                              |
| Gerardo Calero                | Abogado Emilio de la Iglesia                                                        |
| Maribel Abello                | Deyanira Puyana De Sanmiguel / Mamá de Fernanda                                     |
| Julio Correal                 | Milton Sanmiguel alías ¨Milton Remolina¨ / Papá de Fernanda                         |
| Edna Márquez                  | Roberta                                                                             |
| Natalie Ackermann             | Astrid Jeunger alias ´Fabia Shultz´ Cómplice de Carlos Quintero                     |
| José Rojas                    | Augusto                                                                             |
| Fernando Lara                 | Detective Marrón                                                                    |
| Hermes Camelo                 | Edmundo Gonzaga                                                                     |
| Antonio Puentes               | Erminson Sánchez                                                                    |
| Eleazar Osorio                | Juan Osorio                                                                         |
| Carlos Serrato                | Dr. Trujillo                                                                        |
| Manolo Cruz                   | Ayudante joven de Don Edmundo Gonzaga                                               |
| Nelson Camayo                 | Chamizo ayudante de Don Edmundo Gonzaga                                             |
| Eddy Rivera                   | Bocalinda ayudante de Don Edmundo Gonzaga                                           |
| Juan Carlos Pérez Almanza     | "Malaleche ayudante de Don Edmundo Gonzaga"                                         |
| Fernando Arango               | "Peluche"                                                                           |
| Harold Córdoba                | "El Mono"                                                                           |
| Andrés Parra                  | Orlando Araújo                                                                      |
| Luis Fernando García          | Camilo Dussan                                                                       |
| Federico Rivera               | Rogelio                                                                             |
| Arcenio Roberto Valderrama    | Hernando                                                                            |
| Astrid Junguito               | Genoveva Carranza / Mamá de Miller                                                  |
| Ricardo Puentes Melo          | Abogado defensor de Erminson                                                        |
| Joseph Fuzessy                | Mr. Stein / Dueño de Redex                                                          |
| Diego Agudelo                 | "Vigilante del club"                                                                |
| Francisco Rueda               | "Policía del pueblo donde capturaron a Mateo" Javier                                |
| Elkin Mauricio Goméz Sánchez  | "Loco de la cárcel que dice: me trajo pollo" El Gallo Claudio                       |
| Jaime Santos                  | Juez Yacaman                                                                        |
| Enrique Poveda - Señor Torres | Contador de Mundo Express                                                           |
| Miguel Puerta                 | Mendoza - Empleado y gerente de Superentrega                                        |
| Jarol Fonseca                 | Pachón - Vigilante de Mundo Express                                                 |
| Nataly Umaña                  | Ilona                                                                               |
| Vicky Rueda                   | Diana Inés Martínez                                                                 |

## Exibição

### Colômbia
Foi exibida pela Caracol Televisión entre 16 de agosto de 2007 e 11 de julho de 2008 em 192 capítulos.
Foi reprisada pela sua emissora original, Caracol Televisión entre 2021 e 2022, substituindo Pedro, el escamoso . A reprise foi exibida devido à paralisação das atividades durante a pandemia de COVID-19.

## Prêmios e indicações

### Prêmios TVyNovelas
| Ano  | Categoria                            | Indicação                                           | Resultado |
| ---- | ------------------------------------ | --------------------------------------------------- | --------- |
| 2008 | Melhor Telenovela                    | Melhor Telenovela                                   | Indicado  |
| 2008 | Melhor Ator Protagonista‎ Favorito    | John Alex Toro                                      | Indicado  |
| 2008 | Melhor Protagonista‎ Favorita         | Carolina Acevedo                                    | Venceu    |
| 2008 | Melhor Ator Antagonista‎ Favorito     | Andrés Toro                                         | Indicado  |
| 2008 | Melhor Atriz Antagonista‎ Favorita    | Andrea Nocetti                                      | Indicado  |
| 2008 | Melhor Atriz Revelação               | Isabel Cristina Estrada                             | Venceu    |
| 2008 | Personagem Feminino Que Deu um Show  | Rosemary Bohórquez                                  | Venceu    |
| 2008 | Personagem Masculino Que Deu um Show | Jimmy Vásquez                                       | Venceu    |
| 2008 | Personagem Masculino Que Deu um Show | Mauricio Vélez                                      | Indicado  |
| 2008 | Melhor Banda Sonora/Tema Musical     | Nadie sabe lo que tiene, hasta el día que lo pierde | Venceu    |
| 2008 | Melhor Figura 2007                   | John Alex Toro                                      | Indicado  |

### Prêmios Índia Catalina
| Año  | Categoría                               | Nominado                                    | Resultado |
| ---- | --------------------------------------- | ------------------------------------------- | --------- |
| 2008 | Melhor Telenovela                       | Melhor Telenovela                           | Indicado  |
| 2008 | Melhor Ator Protagonista‎ de Telenovela  | John Alex Toro                              | Indicado  |
| 2008 | Melhor Ator Protagonista‎ de Telenovela  | Martín Karpan                               | Indicado  |
| 2008 | Melhor Atriz Protagonista‎ de Telenovela | Carolina Acevedo                            | Indicado  |
| 2008 | Melhor Atriz Antagonista‎ de Telenovela  | Andrea Nocetti                              | Indicado  |
| 2008 | Melhor Roteiro Original                 | Jörg Hiller, Claudia Sánchez y Rafael Rojas | Indicado  |
| 2008 | Melhor Diretor                          | Andrés Marroquín                            | Indicado  |

## Versões
- A produtora mexicana TV Azteca realizou uma nova versão titulada Pobre rico... pobre, produzido por Ángel Mele e protagonizada por Héctor Arredondo, Víctor García e Cynthia Vázquez.[10]
- O canal chileno TVN realizou uma nova versão titulada Pobre rico, protagonizada por Simón Pesutic e Alonso Quintero em 2012.
- A televisão Prva de Sérvia realizou uma nova versão chamada Igra sudbine, protagonizado por Luka Raco, Stevan Piale e Milica Milša no 2020.
- O canal grego Alpha TV realizou uma versão nova chamada Έλα στη θέση μου, produzido por J . K . Productions. e também com o guion de George Kritikos. A direção é de Yannis Vassiliadis e Spiros Rasidakis.[11]